# Sommer-Paralympics 2016/Teilnehmer (Irak)
| stlisierte Goldmedaille | stlisierte Silbermedaille | stlisierte Bronzemedaille |
| ----------------------- | ------------------------- | ------------------------- |
| 2                       | 3                         | —                         |

Der Irak entsandte zwei Athletinnen und zwölf Athleten zu den Paralympischen Sommerspielen 2016 in Rio de Janeiro,  die in sechs Sportarten antraten. Fahnenträger für den Irak bei der Eröffnungsfeier war der Powerlifter Rasool Mohsin.

## Medaillen

### Medaillenspiegel
| Rang   | Sportart         | Gold | Silber | Bronze | Gesamt |
| ------ | ---------------- | ---- | ------ | ------ | ------ |
| 1      | Leichtathletik   | 2    | 1      | 0      | 3      |
| 2      | Powerlifting     | 0    | 1      | 0      | 1      |
| 2      | Rollstuhlfechten | 0    | 1      | 0      | 1      |
| Gesamt | Gesamt           | 2    | 3      | 0      | 5      |

## Teilnehmer nach Sportart

### Bogenschießen
| Athleten                       | Wettbewerb   | Qualifikation | Qualifikation | 1. Runde        | 1. Runde | Achtelfinale  | Achtelfinale  | Viertelfinale | Viertelfinale | Halbfinale    | Halbfinale    | Finale        | Finale        | Rang |
| Athleten                       | Wettbewerb   | Ringe         | Rang          | Gegner          | Ergebnis | Gegner        | Ergebnis      | Gegner        | Ergebnis      | Gegner        | Ergebnis      | Gegner        | Ergebnis      | Rang |
| ------------------------------ | ------------ | ------------- | ------------- | --------------- | -------- | ------------- | ------------- | ------------- | ------------- | ------------- | ------------- | ------------- | ------------- | ---- |
| Männer                         |              |               |               |                 |          |               |               |               |               |               |               |               |               |      |
| Jawad Al-Musawi                | Recurve Open | 577           | 22            | Zhao L.         | 0:6      | ausgeschieden | ausgeschieden | ausgeschieden | ausgeschieden | ausgeschieden | ausgeschieden | ausgeschieden | ausgeschieden | 17   |
| Frauen                         |              |               |               |                 |          |               |               |               |               |               |               |               |               |      |
| Zaman Al-Saedi                 | Recurve Open | 540           | 25            | R. Dzoba-Balian | 2:6      | ausgeschieden | ausgeschieden | ausgeschieden | ausgeschieden | ausgeschieden | ausgeschieden | ausgeschieden | ausgeschieden | 17   |
| Mixed                          |              |               |               |                 |          |               |               |               |               |               |               |               |               |      |
| Jawad Al-Musawi Zaman Al-Saedi | Recurve Team | 1117          | 14            | —               | —        | Polen         | 2:6           | ausgeschieden | ausgeschieden | ausgeschieden | ausgeschieden | ausgeschieden | ausgeschieden | 9    |

### Judo
| Athleten       | Wettbewerb         | 1. Runde | 1. Runde | 1. Hoffnungsrunde | 1. Hoffnungsrunde | Viertelfinale  | Viertelfinale | 2. Hoffnungsrunde | 2. Hoffnungsrunde | Halbfinale    | Halbfinale    | Kampf um Gold/Bronze | Kampf um Gold/Bronze | Rang |
| Athleten       | Wettbewerb         | Gegner   | Erg.     | Gegner            | Erg.              | Gegner         | Erg.          | Gegner            | Erg.              | Gegner        | Erg.          | Gegner               | Erg.                 | Rang |
| -------------- | ------------------ | -------- | -------- | ----------------- | ----------------- | -------------- | ------------- | ----------------- | ----------------- | ------------- | ------------- | -------------------- | -------------------- | ---- |
| Männer         |                    |          |          |                   |                   |                |               |                   |                   |               |               |                      |                      |      |
| Garrah Albdoor | Klasse über 100 kg | —        | —        | H. Nadri          | 0:100             | Wilians Araujo | 0:100         | ausgeschieden     | ausgeschieden     | ausgeschieden | ausgeschieden | ausgeschieden        | ausgeschieden        | 9    |

### Leichtathletik
Laufen
| Athleten         | Wettbewerb | Vorlauf | Vorlauf | Halbfinale | Halbfinale | Finale        | Finale        | Rang |
| Athleten         | Wettbewerb | Zeit    | Rang    | Zeit       | Rang       | Zeit          | Rang          | Rang |
| ---------------- | ---------- | ------- | ------- | ---------- | ---------- | ------------- | ------------- | ---- |
| Männer           |            |         |         |            |            |               |               |      |
| Abbas Al-Darraji | 400 m T38  | DNS     | DNS     | —          | —          | ausgeschieden | ausgeschieden | DNS  |

Springen und Werfen
| Athleten          | Wettbewerb       | Finale  | Finale | Rang |
| Athleten          | Wettbewerb       | Weite   | Rang   | Rang |
| ----------------- | ---------------- | ------- | ------ | ---- |
| Männer            |                  |         |        |      |
| Garrah Tnaiash    | Kugelstoßen F40  | 10,76 m | 1      |      |
| Kovan Abdulraheem | Speerwerfen F41  | 42,85 m | 1      |      |
| Wildan Nukhailawi | Speerwerfen F41  | 42,08 m | 2      |      |
| Ahmed Naas        | Speerwerfen F41  | 35,29 m | 9      | 9    |
| Frauen            |                  |         |        |      |
| Zahraa Afshawi    | Diskuswerfen F55 | 16,69 m | 8      | 8    |

### Powerlifting (Bankdrücken)
| Athleten         | Wettbewerb | Ergebnis | Rang   |
| ---------------- | ---------- | -------- | ------ |
| Männer           |            |          |        |
| Hasan Al-Tameemi | bis 65 kg  | 171 kg   | 7      |
| Rasool Mohsin    | bis 72 kg  | 220 kg   | Silber |

### Rollstuhlfechten
| Männer                     |                |                   |     |               |       |             |       |              |       |   |
| Zainulabdeen Al-Madhkhoori | Degen Einzel A | M. Hebert         | 5:1 | R. Citerne    | 15:12 | P. Gilliver | 10:15 | Tian J.      | 11:15 | 4 |
| Zainulabdeen Al-Madhkhoori | Degen Einzel A | Sun Gang          | 3:5 | R. Citerne    | 15:12 | P. Gilliver | 10:15 | Tian J.      | 11:15 | 4 |
| Zainulabdeen Al-Madhkhoori | Degen Einzel A | M. Betti          | 5:0 | R. Citerne    | 15:12 | P. Gilliver | 10:15 | Tian J.      | 11:15 | 4 |
| Zainulabdeen Al-Madhkhoori | Degen Einzel A | R. Noble          | 5:1 | R. Citerne    | 15:12 | P. Gilliver | 10:15 | Tian J.      | 11:15 | 4 |
| Zainulabdeen Al-Madhkhoori | Degen Einzel A | F. Luiz Damasceno | 5:0 | R. Citerne    | 15:12 | P. Gilliver | 10:15 | Tian J.      | 11:15 | 4 |
| Ammar Ali                  | Degen Einzel B | M.-A. Cratere     | 5:3 | M.-A. Cratere | 15:7  | Y. Ifebe    | 15:10 | A. Pranevich | 14:15 |   |
| Ammar Ali                  | Degen Einzel B | K. Rzasa          | 4:1 | M.-A. Cratere | 15:7  | Y. Ifebe    | 15:10 | A. Pranevich | 14:15 |   |
| Ammar Ali                  | Degen Einzel B | J. Silva Guissone | 4:5 | M.-A. Cratere | 15:7  | Y. Ifebe    | 15:10 | A. Pranevich | 14:15 |   |
| Ammar Ali                  | Degen Einzel B | R. Massarutt      | 5:1 | M.-A. Cratere | 15:7  | Y. Ifebe    | 15:10 | A. Pranevich | 14:15 |   |

### Schwimmen
| Athleten     | Wettbewerb      | Vorlauf     | Vorlauf | Finale        | Finale        | Rang |
| Athleten     | Wettbewerb      | Zeit        | Rang    | Zeit          | Rang          | Rang |
| ------------ | --------------- | ----------- | ------- | ------------- | ------------- | ---- |
| Männer       |                 |             |         |               |               |      |
| Jawad Joudah | 100 m Rücken S6 | 1:26,82 min | 10      | ausgeschieden | ausgeschieden | 10   |